# Schuylkill Haven
Schuylkill Haven ist ein Borough im Schuylkill County im Bundesstaat Pennsylvania in den USA. Das U.S. Census Bureau hat bei der Volkszählung 2020 eine Einwohnerzahl von 5.236 ermittelt.

## Geographie
Der Ort liegt sechs Kilometer südlich von Pottsville und 145 Kilometer nordöstlich von Philadelphia. Der Schuylkill River fließt mitten durch Schuylkill Haven. Die Pennsylvania Route 61 tangiert den Ort im Norden.

## Geschichte

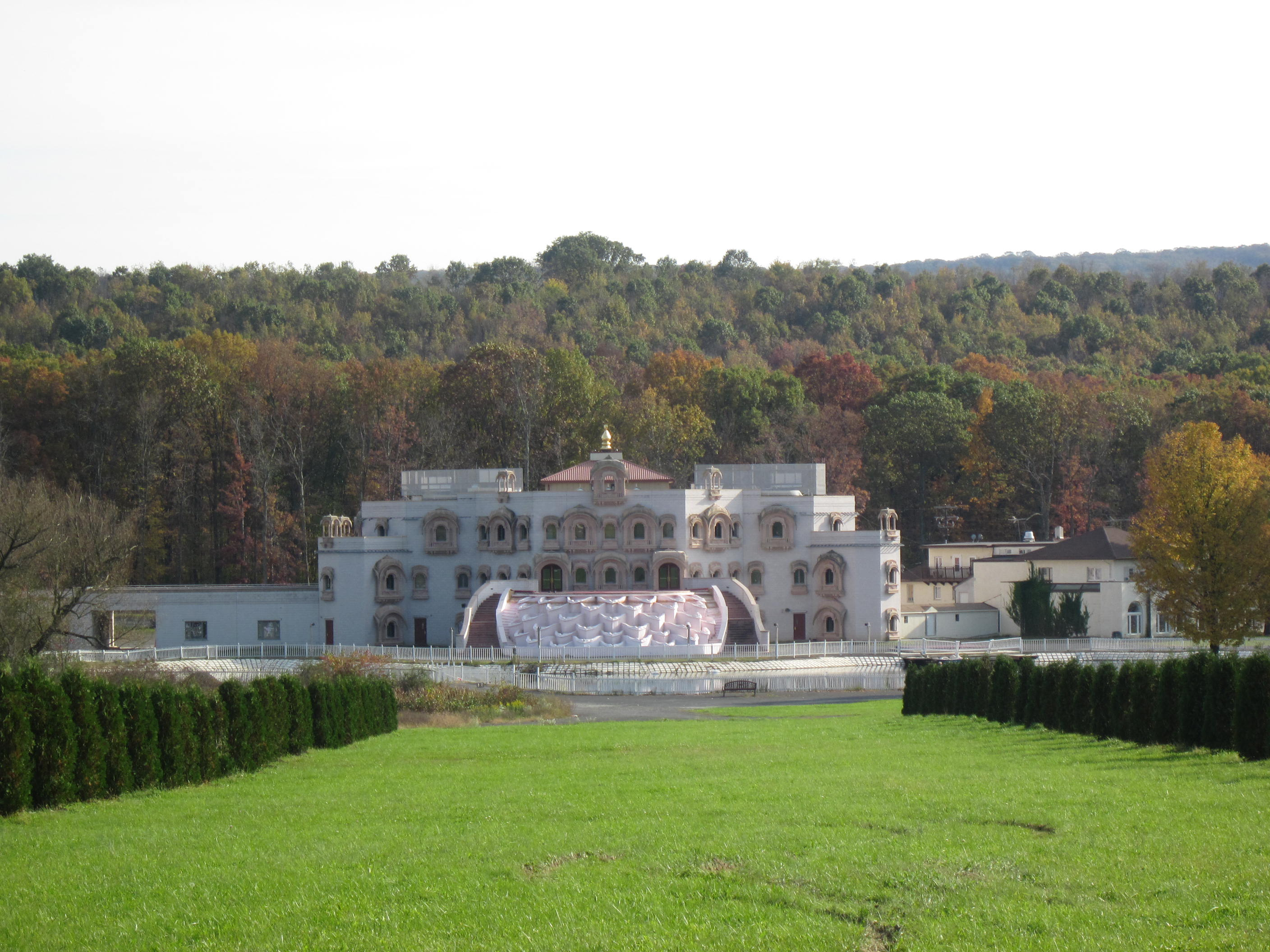
Vraj Hindu Temple

Die ursprünglichen Bewohner der Gegend waren die Lenni-Lenape-Indianer. John Fincher, ein Quäker aus dem nahen Chester County, ließ sich dort im Jahr 1750 nieder, wurde jedoch zusammen mit dem Großteil seiner Familie 1763 von den Ureinwohnern getötet. 1775 nahm der deutsche Einwanderer Martin Dreibelbis eine Brennerei, ein Sägewerk und eine Getreidemühle in Betrieb. Nach Fertigstellung des Schuylkill-Kanals im Jahr 1825 nannte man den Ort Schuylkill Haven. Anderen Quellen zufolge gilt der
durch den Ort fließende Schuylkill River als Namensgeber. Aufgrund des reichhaltigen Anzhrazitkohlevorkommens in der Gegend führte auch die Philadelphia & Reading Railroad ab den 1830er Jahren durch den Ort und die Bevölkerungszahl wuchs schnell an. Nach Ende des Zweiten Weltkriegs verlor die Kohle als Energieträger jedoch an Bedeutung und Kohleförderung und Bevölkerungszahl gingen wieder zurück.
Der nahe gelegene Vraj Hindu Temple ist heute ein bedeutender Anziehungspunkt für Anhänger des Hinduismus.

## Demografische Daten
Im Jahr 2012 wurde eine Einwohnerzahl von 5360 Personen ermittelt, was eine Abnahme um 3,4 % gegenüber 2000 entspricht. Das Durchschnittsalter lag 2012 mit 40,2 Jahren unterhalb des Wertes von Pennsylvania, der 43,3 Jahre betrug. 45,4 % der heutigen Bewohner gehen auf Einwanderer aus Deutschland zurück. Weitere maßgebliche Zuwanderungsgruppen während der Anfänge des Ortes kamen zu 15,2 % aus Irland und zu 8,3 % aus Italien.